# .eu
Pour les articles homonymes, voir EU.
.eu est le nom du domaine de premier niveau  (ccTLD pour  country code top level domain) dans l'alphabet latin pour l'Union européenne. Les équivalents en alphabet grec (.ευ) et cyrillique (.ею)  sont également disponibles. Ce nom de domaine est géré et exploité par un registre privé : EURid (European Registry for Internet Domains). Cet organisme à but non lucratif a été désigné après appel d'offres. Il est basé à Bruxelles, et s'appuie sur des centaines de bureaux d'enregistrement au sein de l'Union européenne ou à l’extérieur.

## Lancement du nom de domaine
Le domaine « .eu » a été approuvé par l'ICANN le 22 mars 2005 et introduit dans la zone racine d'Internet (DNS Root Zone) le 2 mai 2005. Il a été mis en exploitation le 7 décembre 2005 à 11 heures (CET). Les sites officiels des institutions intergouvernementales de l'Union européenne ont migré progressivement de .eu.int vers « .eu » au cours de l’année 2006.

## Procédure d'attribution
La procédure d'enregistrement est organisée suivant le mode du « premier arrivé, premier servi ». Cependant, l'ouverture a été progressive. Jusqu'au 6 février 2006, le dépôt de noms était d'abord réservé aux détenteurs d'une marque déposée nationale ou communautaire, ainsi qu'aux instances publiques, et ce afin de prévenir le cybersquattage. Puis, du 7 février au 6 avril 2006, c'était au tour des ayants droit.
Le domaine « .eu », d'abord ouvert à tout résident (physique ou moral) d'un État membre de l'Union européenne, est depuis le 19 octobre 2019 étendu à toute personne ayant la nationalité d'un État membre de l'Union européenne.
Depuis l’ouverture des enregistrements pour les particuliers, on constate qu'il y a beaucoup de demandes de Portugais puisque eu signifie je (première personne du singulier) en portugais. Bien sûr, les Portugais peuvent s’enregistrer avec « .eu », mais les Brésiliens, bien qu'ils parlent également portugais, ne le peuvent pas. Eu signifie également « je » en roumain et il est attendu la même réaction en Roumanie, à la suite de son entrée dans l'Union européenne au début de 2007.

## Internationalisation
Depuis le 10 décembre 2009, de nouveaux caractères sont autorisés dans les noms de domaines .eu. Les noms de domaines ne sont donc plus limités à l'alphabet de la langue anglaise mais permettent l'utilisation des caractères européens. Les nouveaux noms de domaines peuvent donc être formés à partir de mots issus des langues ouest-européennes, slaves ou turques. Le premier nom de domaine enregistré est ärzte.eu. Cela a été possible en suivant la technique de l'IDN.
Depuis 2014, un prix est décerné chaque année par l'EURid pour les sites en .eu les plus innovants dans cinq catégories. En 2019 dans la catégorie « éducation », le prix est remporté par le site Study.EU.
En 2018, dans le contexte du Brexit, la Commission européenne et l'EURid envisagent d'ouvrir le nom de domaine .eu à tous les pays membres de l'Espace économique européen. Mais au début de 2019, l'UE prévoit de révoquer leur nom de domaine pour les Britanniques qui possèdent déjà un site en .eu ; cela concerne 250 000 noms de domaines .

## Statistiques d'usage
En janvier 2025, environ 6 150 000 domaines utilisent l'extension .eu.

## Compléments